# 闹市口大街
39°54′17″N 116°21′26″E / 39.90473°N 116.35712°E
闹市口大街是位于北京市西城区中部的一条道路。

## 简介
闹市口大街北起复兴门内大街上的闹市口，与闹市口北街连接，南到宣武门西大街，与长椿街连接。闹市口大街是于1999年8月28日建成通车的一条45米至55米宽的道路，全长862.74米。北端西侧是北京国际金融大厦。该道路是在原有的闹市口中街和闹市口南街的基础上拓展而成。过去，路宽仅3米至5米，仅可供行人及自行车通行。新建道路的主路拓宽至22米至24米，辅路宽6米，主路和辅路之间设有1.5米宽的隔离带，机动车与非机动车分行，道路两侧人行步道宽4至7米。
闹市口大街位于复兴门内，复兴门内大街北侧到阜成门内大街南侧是北京金融街。随着西南二环交通流量增加，北京金融街的交通日益困难。闹市口大街通车后，可增加复兴门内大街和宣武门西大街的分流能力，并且可以缓解西南二环的交通压力。